# Barcarola en fa mayor (Saint-Saëns)

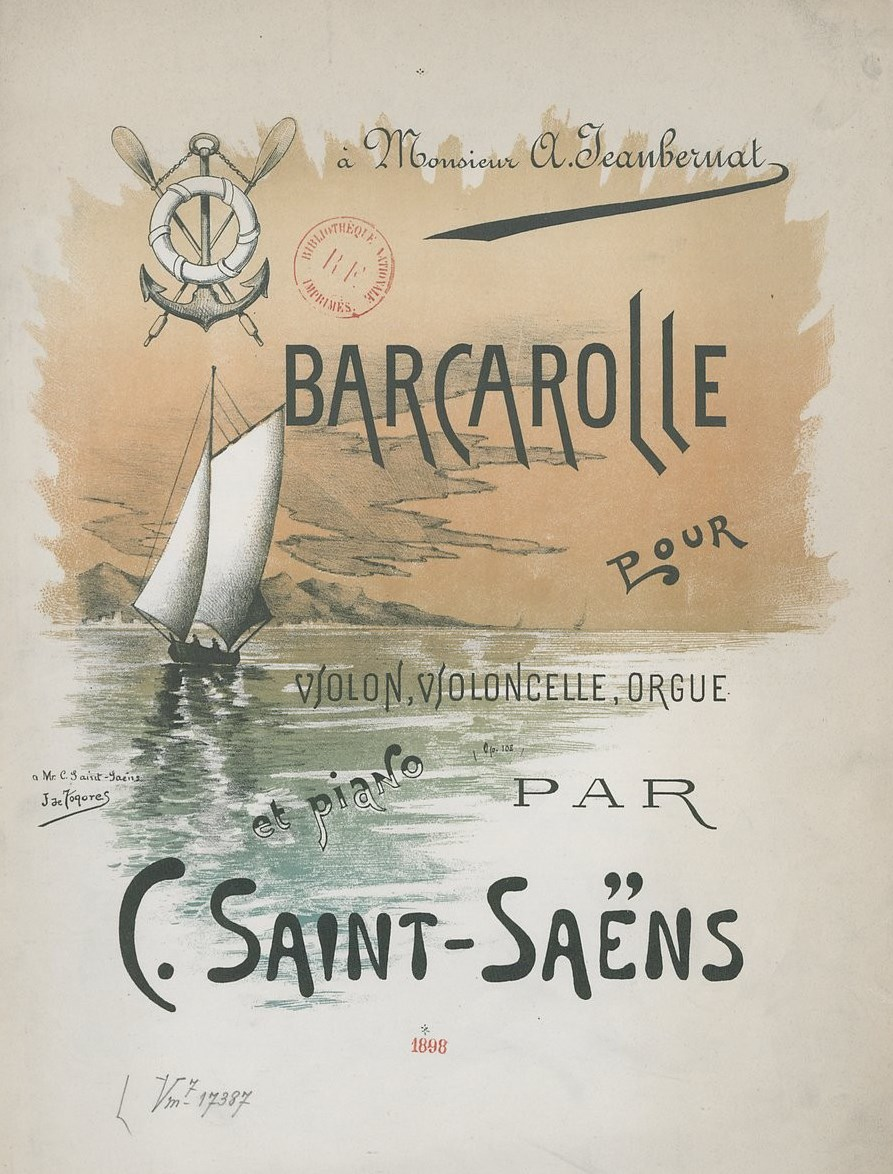
Portada de Barcarola (Saint-Saëns), primera edición, Paris, 1898.

La Barcarola en fa mayor, Op. 108 es una composición de música de cámara para un cuarteto formado por violín, violonchelo, armonio (u órgano) y piano de Camille Saint-Saëns. Compuesta en 1898, también existe en una versión para violín, violonchelo, viola y piano creado por el compositor en 1909.

## Contexto
La Barcarola fue el segundo intento de Saint-Saëns empleando esta combinación de instrumentos, con un primer intento en 1897 que fue abandonado después de cinco páginas y media. En 1865 compuso la Serenata Op. 15 para una combinación similar con una viola en lugar de un violonchelo como el cuarto instrumento. En el estreno, que tuvo lugar en la sociedad musical "La Trompette" el 18 de mayo de 1898, el piano fue interpretado por Louis Diémer, el violonchelo por Jules Delsart, el violín por Guillaume Rémy, y el propio compositor tocando el armonio.

## Estructura
La composición está estructurada como un solo movimiento marcado Alegretto moderato. Su duración es de alrededor de 8 a 10 minutos.